# Cratere Yonsuk
Yonsuk  è un cratere sulla superficie di Venere.